# Осинниковський
Осинниковський (рос. Осинниковский) — селище у Краснозерському районі Новосибірської області Російської Федерації.
Входить до складу муніципального утворення Нижнечеремошинська сільрада. Населення становить 43 особи (2010).

## Історія
Згідно із законом від 2 червня 2004 року органом місцевого самоврядування є Нижнечеремошинська сільрада.

## Населення
| 2002 | 2007 | 2010 |
| ---- | ---- | ---- |
| 95   | ↘84  | ↘43  |